# ماتی یوکینن (بازیکن فوتبال)
ماتی یوکینن (فنلاندی: Matti Jokinen؛ زادهٔ ۸ نوامبر ۱۹۲۸) بازیکن فوتبال اهل فنلاند بود.
وی همچنین در تیم ملی فوتبال فنلاند بازی کرده‌است.